# Geleitzug QP 8
Der Geleitzug QP 8 war ein alliierter Nordmeergeleitzug, der im März 1942 im sowjetischen Murmansk zusammengestellt wurde und weitestgehend ohne Ladung ins isländische Reykjavík fuhr. Er verlor den Frachter Isora (2815 BRT), den der deutsche Zerstörer Friedrich Ihn als Nachzügler versenkte.

## Zusammensetzung und Sicherung
Der Geleitzug QP 8 setzte sich aus 15 Frachtschiffen zusammen. Am 1. März 1942 verließen sie das sowjetische Murmansk in Richtung Island. Bis zum 3. März übernahm die Eastern Local Escort die Sicherung mit den sowjetischen Zerstörern Gremjaschtschi, Gromki und den britischen Minensuchern HMS Harrier und HMS Sharpshooter. Die Ozean Escort setzte sich zusammen aus den Minensuchern HMS Hazard, HMS Salamander und den Korvetten HMS Oxlip und HMS Sweetbriar. Der Kreuzer HMS Nigeria übernahm die Fernsicherung.
| Name             | Typ      | Flagge                 | Vermessung in BRT | Verbleib                                          |
| ---------------- | -------- | ---------------------- | ----------------- | ------------------------------------------------- |
| Atlantic         | Frachter | Vereinigtes Königreich | 5414              |                                                   |
| British Pride    | Frachter | Vereinigtes Königreich | 7106              |                                                   |
| British Workman  | Frachter | Vereinigtes Königreich | 6994              |                                                   |
| Cold Harbour     | Frachter | Panama                 | 5010              |                                                   |
| El Lago          | Frachter | Panama                 | 4221              |                                                   |
| Elona            | Frachter | Vereinigtes Königreich | 6192              |                                                   |
| Empire Selwyn    | Frachter | Vereinigtes Königreich | 7167              |                                                   |
| Explorer         | Frachter | Vereinigtes Königreich | 6235              |                                                   |
| Friedrich Engels | Frachter | Sowjetunion            | 3972              |                                                   |
| Isora            | Frachter | Sowjetunion            | 2815              | am 6. März durch Zerstörer Friedrich Ihn versenkt |
| Larranga         | Frachter | Vereinigte Staaten     | 3804              |                                                   |
| Noreg            | Frachter | Norwegen               | 7605              |                                                   |
| Rewoluzioner     | Frachter | Sowjetunion            | 2900              |                                                   |
| Tbilisi          | Frachter | Sowjetunion            | 7169              |                                                   |
| West Nohno       | Frachter | Vereinigte Staaten     | 5769              |                                                   |

## Verlauf
Zur Bekämpfung des ostwärts fahrenden Geleitzuges PQ 12 stach am 6. März von Trondheim aus das Schlachtschiff Tirpitz und die Zerstörer Paul Jacobi, Friedrich Ihn, Hermann Schoemann und Z 25 in See. Wegen schlechter Sichtverhältnisse fanden die deutschen Schiffe aber weder den PQ 12 noch den westwärts gehenden QP 8. Lediglich der Frachter Isora (2815 BRT), der als Nachzügler hinter dem QP 8 fuhr, wurde erfasst und von Friedrich Ihn versenkt. Aufgrund eines schweren Sturmes wurde der Konvoi am 9. März aufgelöst. Am 11. März erreichten die Frachtschiffe das isländische Reykjavík.